# St. Wendelin (Koisdorf)

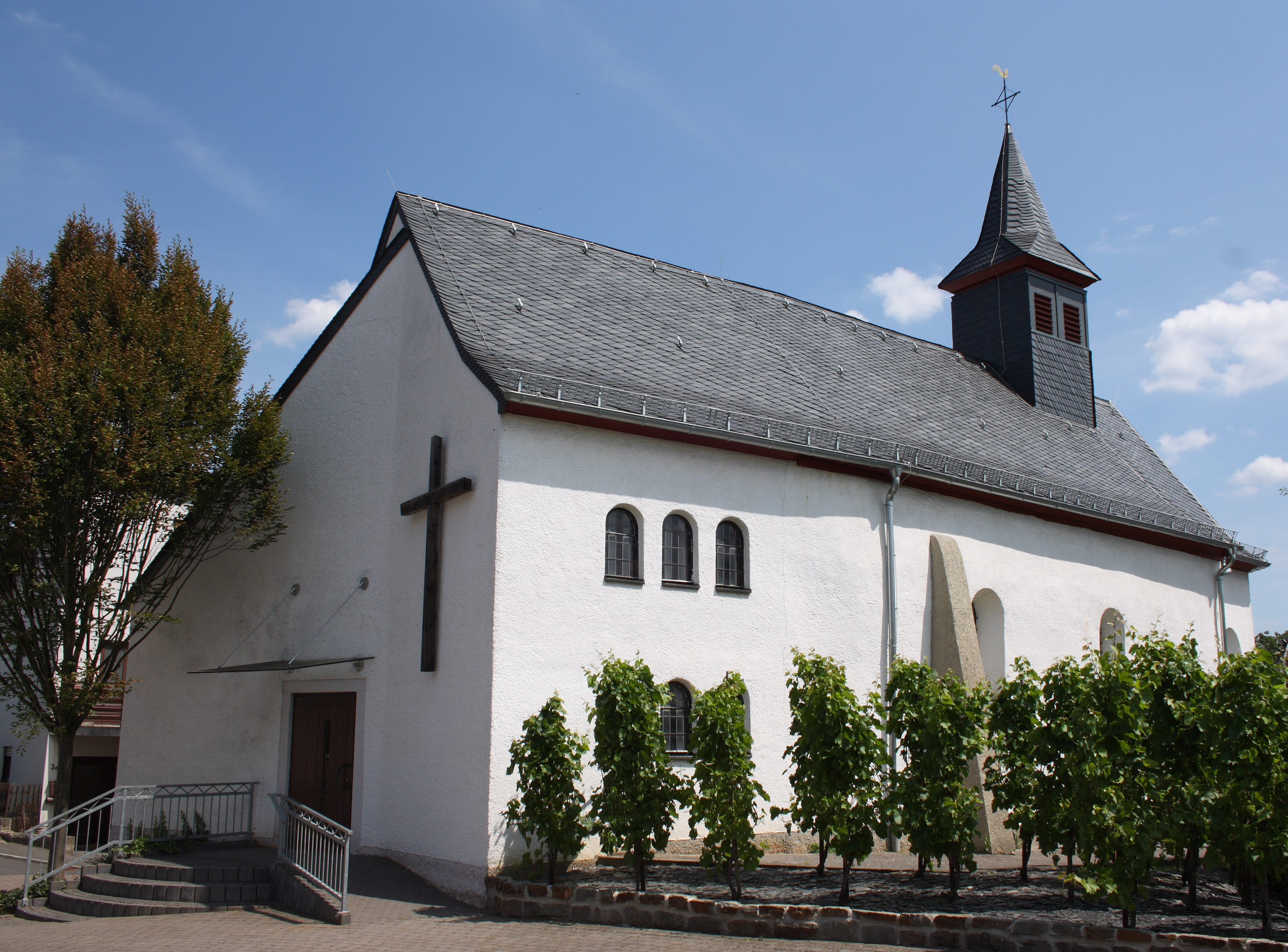
St. Wendelin in Koisdorf von Süden

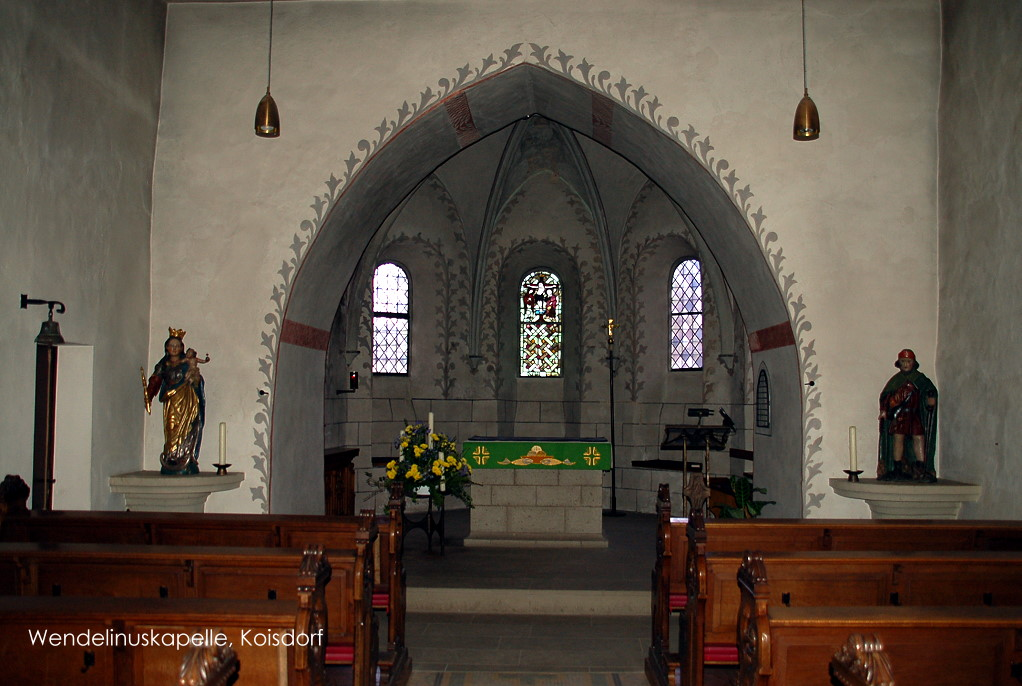
St. Wendelin in Koisdorf

Die katholische Filialkirche St. Wendelin in Koisdorf, einem Ortsteil der Stadt Sinzig im Landkreis Ahrweiler (Rheinland-Pfalz), wurde bereits im Mittelalter errichtet. Die Kirche, die dem heiligen Wendelin geweiht wurde, ist ein geschütztes Kulturdenkmal.

## Geschichte
Während wohl 1630 eine Wiederherstellung der Kirche erfolgte, wissen wir nicht wann die ältesten Teile, der Chor und die östlichen Langhausteile, entstanden sind. Es handelt sich hierbei um einen spätromanischen Bau.
Von 1959 bis 1969 wurde das Schiff um circa 6 Meter nach Westen verlängert und eine Empore errichtet. An der Nordwand wurde eine Sakristei angebaut.

## Architektur
Der einschiffige Bruchsteinbau mit eingezogenem Chorschluss und rechteckigem Langhaus besitzt ein etwa einen Meter hohes Sockelmauerwerk. Die polygonalen Ecken des Chors sind mit Ecklisenen versehen. Die Südseite des Langhauses besitzt zwei rundbogige Fensteröffnungen und der Chor drei Rundbogenfenster. Die Nordseite ist fensterlos. Die Kirche ist mit einem geschieferten Satteldach gedeckt und im Osten sitzt auf dem Langhaus ein quadratischer Dachreiter mit achtseitiger Spitze.
Das Langhaus mit einer flachen Decke wird durch einen 1,53 m tiefen Triumphbogen zum Chor geöffnet. Dieser besitzt ein siebenteiliges Rippengewölbe auf niedrigen Eckkonsolen.

## Besonderheit
Die Kirche hat in der mittleren Fensteröffnung des Chors ein Bleiglasfenster aus dem ausgehenden 13. Jahrhundert mit der Darstellung einer Kreuzigungsgruppe.